# 教皇勅書

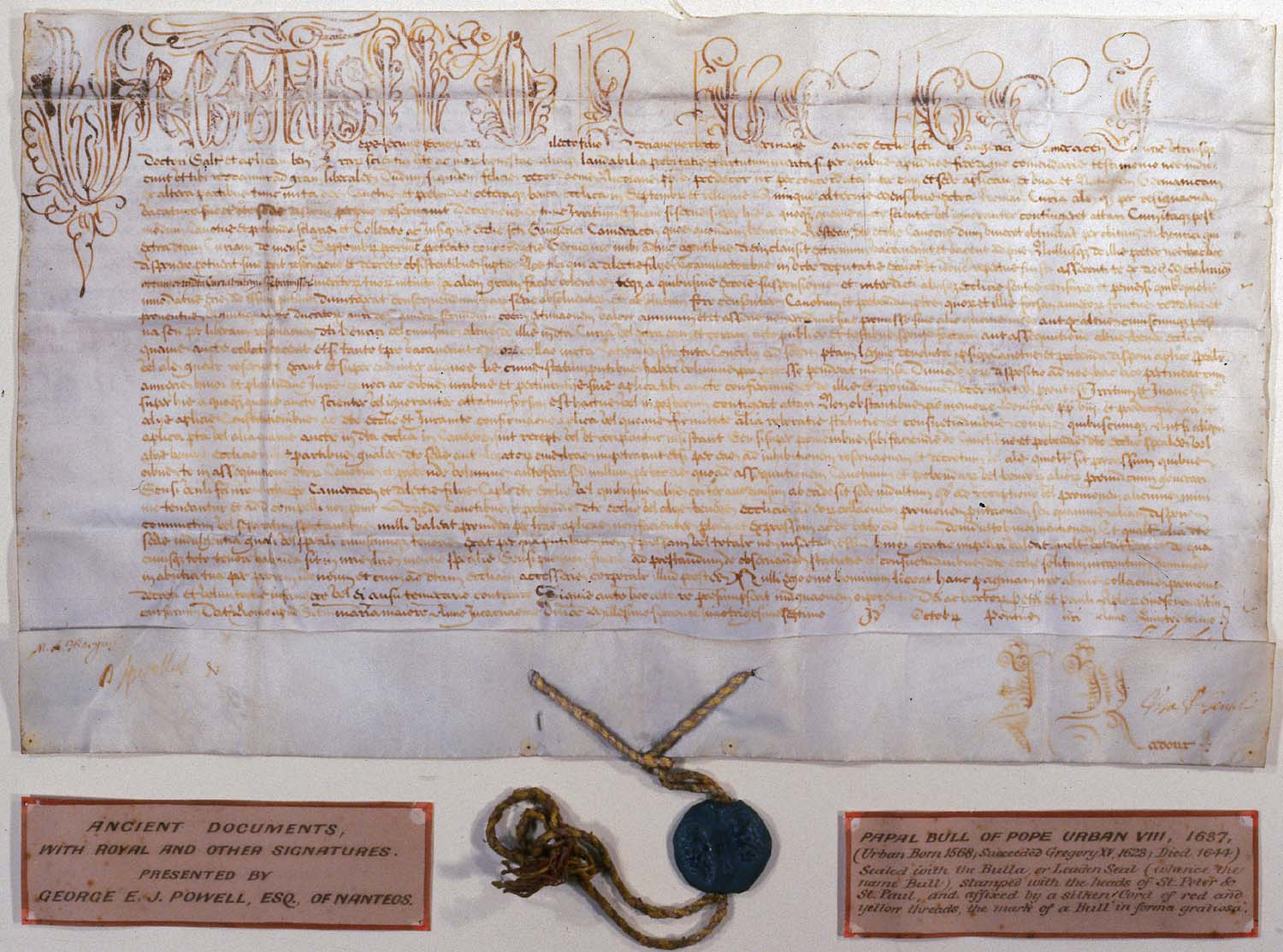
1637年に出されたウルバヌス8世の鉛製印章付き勅書

教皇勅書（きょうこうちょくしょ、ラテン語: Bulla apostolica）とは、ローマ教皇によって出された一種の勅令をいう。教皇勅書の末尾には教皇の印章（ラテン語: bulla）が添えられる。それによりbullaという単語そのものが教皇勅書をも意味する。
元来、教皇勅書は教皇からのさまざまなメッセージを民衆に広く伝えるために発行されたが、15世紀以降は最も重要な正式通知を行う場合にのみ利用されるようになった。ローマ教皇によって出された文書であれば、それが正式なものか簡易なものかにかかわらず、過去にさかのぼってあらゆる勅令、勅許の類を教皇勅書と近年の研究者は呼んでいる。
教皇の印章は遅くとも6世紀には使用されていたが、教皇印章という名称が使われ始めたのは13世紀の中頃である。その後、教皇の文書記録を管理するために教皇庁内部で非公式に利用されるようになり、15世紀までに教皇庁尚書院の一つが「教皇文書集記録」（ラテン語: registrum bullarum）と呼ばれるようになると公式なものとなった。
今日、教皇が自分自身を「司教にして神のしもべのしもべ」（ラテン語: episcopus servus servorum Dei）と称する文書は教皇勅書のみである。たとえば、ベネディクト16世が教皇勅書の形式をとる教令を発するときの書き出しは、"Benedictus, Episcopus, Servus Servorum Dei"となる。かつては金属の印章が使用されたが、現在では最重要文書の場合に限られる。バチカン教皇庁尚書院が教皇の名において発行する勅令の中で、最も正式な形態が教皇勅書である。

## 様式
教皇勅書の一行目には、縦横に長い文字で教皇の名前に続いて、ラテン語で「司教にして神のしもべのしもべ」を意味する"Episcopus, Servus Servorum Dei"、およびインキピットの3つの要素が記述されている。インキピットはいくつかのラテン語の単語からなり、教皇勅書の記録上の名前がこれを元に作られるが、勅書の目的を必ずしも表さない。
本文の書式に関する決まりは特になく、通常は単純なレイアウトで記述される。結びには勅書が発行された場所、教皇の在位期間が年月日でデータ（datum）として記され、署名の近くに印章が付される。
最重要の教皇勅書には、教皇自身が"Ego [教皇名] Catholicae Ecclesiae Episcopus"（カトリック教会の司教であるところの私 [教皇名]、の意）という書式で署名する。この場合、署名に精巧なモノグラムと証人の署名、さらに印章が添えられる。現在はローマ教皇庁の一員が教皇に代わって署名することもあり、この場合はモノグラムが省略される。

## 印章

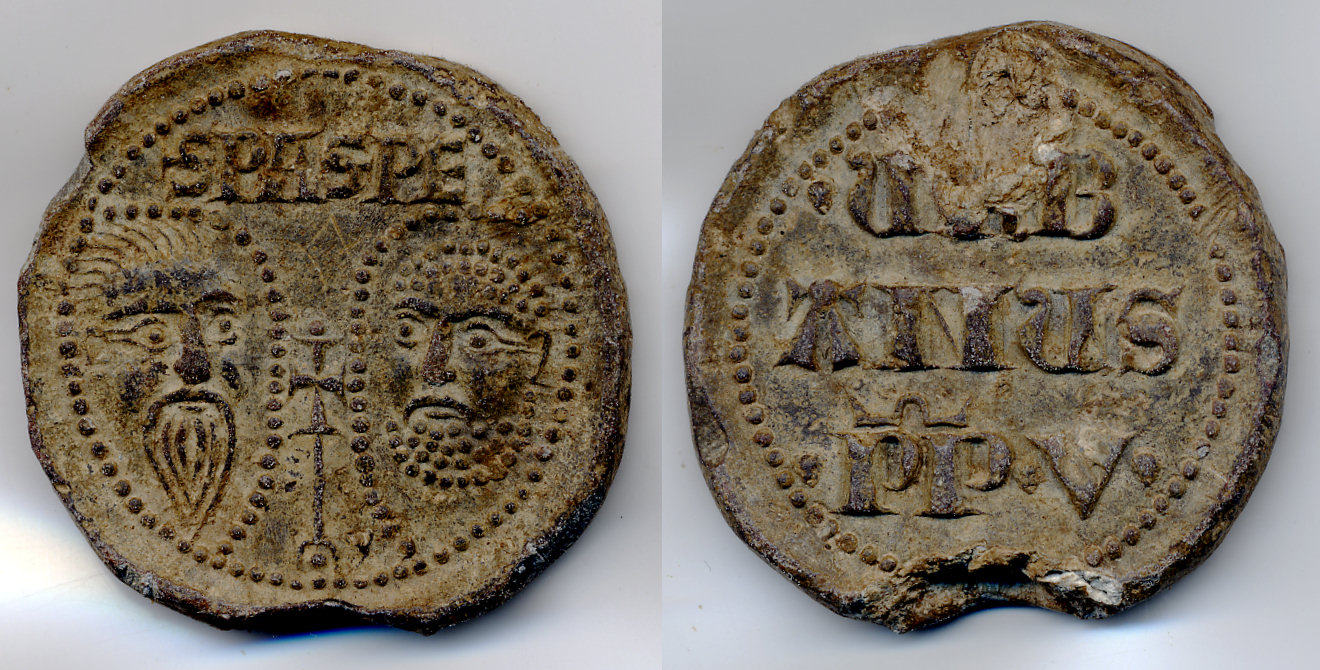
ウルバヌス5世の勅書に用いられた鉛製印章（1362年 - 1370年）、直径40ミリ

教皇勅書の最大の特徴は、通常は鉛で作られた金属製の印章が添えられていたことである。最も重要な勅書には金が使用されることも多かった（金印勅書。東ローマ帝国やドイツ・神聖ローマ帝国などでも見られた形式である）。印章にはカトリック教会の創始者として使徒ペテロとパウロを意味するSPASPE (Sanctus PAulus, Sanctus PEtrus)という文字と、反対側に勅書を発行した教皇の名前が彫られ、司法および行政関係の文書の場合には麻ひもで、また恩赦の場合には赤色と黄色の絹ひもで文書の皮紙に開けられた穴を通して添付された。
18世紀後半以降は、鉛の印章の代わりに、ペテロとパウロを描いた絵柄の周囲に教皇の名前を記した赤インクの印章が使用されるようになったが、これ以後もヨハネ23世が第2バチカン公会議を招集するために発行した勅書のように、重要なものには鉛印章が使用された。勅書の原本は、パピルスより丈夫な羊皮紙が使用されるようになった11世紀以降のものが多数現存している。819年以前のもので完全な形で残っているものはない。鉛の印章自体は6世紀のものが現存している。

## 勅書の内容
勅書の本文は、教皇の勅令そのものである。あらゆる内容が扱われ、法令、司教の任命、特免、破門、教憲、列聖、会議の招集に関することなどさまざまである。14世紀になって教皇書簡（または、「小勅書」）が使われるようになる以前は、バチカンから発せられる唯一の通信文形式が教皇勅書であった。書簡は教皇からの簡易伝達手段として利用され、認証には漁をするペトロの姿に教皇の名を記したロウ印章（現在は赤インク）が使用された。勅書と書簡の間に厳密な区別は過去も現在もないが、近年の書簡は回勅も含め、ほとんどが教皇書簡として発行されている。